# پیچ اشتباه (مجموعه‌فیلم)
پیچ اشتباه یا چرخش اشتباه (به انگلیسی: Wrong Turn) عنوان یک مجموعه فیلم اسلشر در گونهٔ وحشت است. همهٔ شش فیلم، چندین خانوادهٔ آدم‌خوار که از لحاظ ژنتیکی معیوب هستند را دنبال می‌کند که گروهی از مردم ایالت ویرجینیای غربی را شکار می‌کنند و معمولاً آن‌ها را به شکل فجیعی با استفاده از دام‌ها و تله‌هایی که مخلوطی از چندین سلاح هستند می‌کُشند. سه شخصیتی که به‌ترتیب در همهٔ قسمت‌ها حضور دارند عبارت‌اند از: سه‌انگشتی، دندان‌اره‌ای و یک‌چشم.

## فیلم‌ها

### پیچ اشتباه (۲۰۰۳)
در نخستین فیلم، یک گروه متشکل از شش دوست، به‌طور پنهانی، توسط سه‌انگشتی، دندان‌اره‌ای و یک‌چشم تعقیب می‌شوند. کریس فلین (دزموند هرینگتون) مجبور به انتخاب یک راه انحرافی می‌شود که بر اثر نشت مواد شیمیایی در جاده‌ای که او در آن سفر می‌کند بسته شده‌است. او سپس پیچی اشتباه را می‌رود و با یک خودرو که تازه در دام یکی از تله‌های جاده‌ای این خانواده افتاده‌است روبه‌رو می‌شود. گروه در حال جستجو برای کمک، کلبهٔ متعلق به سه عضو خانوادهٔ درون‌زا را کشف می‌کند. گروه متعاقباً به دام می‌افتد و افراد آن یک‌به‌یک کشته می‌شوند.

### پیچ اشتباه ۲: بن‌بست (۲۰۰۷)
دومین فیلم یک خانواده بزرگ درون‌زا را معرفی می‌کند: ما، پا، برادر و خواهر. سه‌انگشتی و پیرمرد تنها شخصیت‌هایی هستند که از اولین فیلم که در این قسمت هم حضور دارند. این بار، این خانواده یک گروه نمایش واقع گرا را که در یک نمایش واقع گرای نجات شرکت می‌کنند را به دام می‌اندازند. پیرمرد اولین قسمت فیلم نقش چیره تری را در این قسمت بازی می‌کند و کشف می‌شود که او در واقع وابسته به یک خانواده درون‌زا است که کاملاً معنای نقشش را در اولین فیلم تغییر می‌دهد.

### پیچ اشتباه ۳: تنها در برابر مرگ (۲۰۰۹)
در اول فیلم یک گروه قایق سواری در جنگل هستند که ناگهان به آن‌ها توسط سه انگشتی و ؟ حمله می‌شود و یک عضو از آن‌ها فرار می‌کند و دو روز بعد یک گروه زندانی که کامیون آن‌ها توسط ماشین این فامیل چپ می‌شود و بعد هم مرگ سه انگشتی جوان توسط زندانی‌ها و در اخر انتقام سه انگشتی بزرگ از زندانی‌ها و مرگ همه به جز دختر قایق سوار

### پیچ اشتباه ۴: آغاز خونین (۲۰۱۱)
چهارمین فیلم همراه با پیش‌درآمدی به فیلم اول است. فیلم دربارهٔ یک گروه نه نفره نوجوان است که پیچ اشتباهی را با برف روهای خود برای یافتن کلبه خود در پیش می‌گیرند. آن‌ها سر از یک تیمارستان متروک قدیمی درمی‌آورند که هنوز توسط یک سه‌انگشتی جوان تر، دندان‌اره‌ای و یک چشم برای سکونت مورد استفاده قرار می‌گیرد. (فیلم داستان گذشته سه قاتل اصلی و دوران کودکیشان را و همچنین چگونه سه برادر و هفت جهش‌یافته دیگر را که فرار کرده‌اند نشان می‌دهد) گروه دوستان تصمیم به گذراندن شب در تیمارستان می‌گیرد و آن‌ها توسط سه برادر مورد حمله قرار می‌گیرند.

### پیچ اشتباه ۵: تبارها (۲۰۱۲)
آشکار می‌شود که مینارد یک قاتل سریالی است که برای مدت ۳۰ سال در فرار بوده‌است؛ و الان با سه برادر آدمخوار همدست است. او مکرراً آن‌ها را برادرانش و قوم و خویش خود می‌خواند. سرتاسر جریان فیلم، برادرها تلاش می‌کنند تا از دست مینارد خلاص شوند دانش آموزان کالج و کلانتر آنجلا کارتر را بکشند. در حالیکه باقی اهالی شهر در جشنواره هستند. فیلم با مینارد و فرار سه برادر با لیتای نابینا که اسیر آن‌ها شده‌است پایان می‌یابد.

### پیچ اشتباه ۶: آخرین پناهگاه (۲۰۱۴)
در ششمین قسمت دنی خانواده گمشده خود را هنگامیکه دوستان خود را به هاب اسپینگز می‌برد پیدا می‌کند، یک پناهگاه قدیمی در ژرفای تپه‌های ویرجینیایی غربی. دنی سپس خانواده اش را انتخاب می‌کند و دوستانش یکی یکی کشته می‌شوند. دوستان دنی و نامزد او به طرز فجیعی توسط ناقص‌الخلقه‌ها کشته می‌شوند 

### پیچ اشتباه ۷ (2021)
حالا تقریباً بیست سال بعد از پخش قسمت اول این فیلم، مک اِلروی به عنوان نویسنده به این سری فیلم برمی‌گردد و با نوشتن یک ریبوت، مسیر فیلم‌های Wrong Turn را به راهی کاملاً عجیب و متفاوت می‌کشد. این به روزرسانی جدید فقط با نام تجاری پیچ اشتباهی اشتراک دارد، و در عوض با ایجاد یک سفر جاده‌ای کاملاً گیج، و عجیب و غریب مسیر جدیدی را پِی می‌گیرد. این فیلم در داستانش گروهی از جوانان را دنبال می‌کند که برای تفریح در طبیعت از خانه خود فاصله می‌گیرند.
آنها می‌خواهند از همه چیز دور شوند تا بتوانند آنچه را که طبیعت در منطقه ویرجینیا ارائه می‌دهد کشف کنند. اما طبق یک قانون نانوشته، همیشه در آرامش چنین مکان‌هایی یک آشفتگی ذاتی نهفته است. این گروه جوان که از مسیر مورد نظر خود دور می‌شوند، در نهایت طعمه انسان‌هایی خاص می‌شوند، یک جامعه بدوی که قبل از جنگ داخلی آمریکا ادعای مالکیت این جنگل را داشتند.

## مرور اجمالی فیلم
| فیلم                            | سال  | کارگردان     | نویسندگان                | تهیه‌کنندگان              |
| پیچ اشتباه                      | ۲۰۰۳ | راب اشمیت    | آلن بی. مک ال روی        | استن وینستون             |
| پیچ اشتباه ۲: بن‌بست             | ۲۰۰۷ | جو لینچ      | توری می ار و آل سپتین    | جف فری لیچ               |
| پیچ اشتباه ۳: تنها در برابر مرگ | ۲۰۰۹ | دکلان اوبرین | کانر جیمز دلانی          | جفری بیچ و فیلیپ جی. راث |
| پیچ اشتباه ۴: آغاز خونین        | ۲۰۱۱ | دکلان اوبرین | دکلان اوبرین             | کیم تاد                  |
| پیچ اشتباه ۵: تبارها            | ۲۰۱۲ | دکلان اوبرین | جفری بیچ و فیلیپ جی. راث |                          |
| پیچ اشتباه ۶: آخرین پناهگاه     | ۲۰۱۴ | والری میلوف  | فرانک ایچ. وودوارد       | جفری بیچ و فیلیپ جی. راث |

مجموعه فیلم پیچ اشتباه آدمخوارهای مختلفی را که همیشه ضد هر انسانی که با آن برخورد می‌کنند (به جز مینارد) هستند نمایش می‌دهد که هیچ گونه پشیمانی نسبت به قربانیان ندارند. آدمخوارها ناتوانی در ادای کلمات را نشان می‌دهند اما به آسانی با یکدیگر ارتباط برقرار می‌کنند و ماشین‌ها را می‌رانند. آن‌ها همچنین گرایش به گروهی زندگی کردن با دیگر جهش‌یافته‌ها و درون‌زاها برای شکل‌دادن یک خانواده را دارند.

## آدمخوارها

### سه‌انگشتی
سه‌انگشتی شخصیت اصلی مخالف را در هر مجموعه پیچ اشتباه دارد، که به عنوان آدمخوار جهش یافته با توجه به مواد شیمیایی سمی است که باعث نقص او هنگام تولد در کنار دو برادر خود شده‌است او همچنین مهارت بالایی در ساختن تله‌هایی که فوراً قربانیان خود را می‌کشد قبل از اینکه او کارهای فجیع خود را روی آن‌ها تمام کند است.

### دندان‌اره‌ای
دندان‌اره‌ای، مانند دو برادرش، ابتدا در پیچ اشتباه ظاهر می‌شود. او بزرگترین و قوی‌ترین عضو خانواده است. او در پایان نخستین فیلم کشته می‌شود و دوباره تا نخستین پیش‌درآمد، پیچ اشتباه ۴: آغاز خونین، پیچ اشتباه ۵: تبارها و سپس پیچ اشتباه ۶: آخرین میعادگاه ظاهر نمی‌شود.

### یک چشم
اولین بار در پیچ اشتباه ظاهر می‌شود، دقیقاً مانند دندان‌اره‌ای او در نخستین فیلم می‌میرد و تا چهارمین، پنجمین و ششمین قسمت دیگر حضور ندارد.

### دیگر آدمخوارها
اشتباه نوبت 2: Dead End معرفی یک خانواده از چهار طفلی به نام Ma، Pa، Brother and Sister. دو خواهر و برادر جوان نشان داده شده‌است که یک رابطه لوسمی دارند؛ حتی هنگامی که برادر خودارضایی خود را در حالی که یک دختر انسانی را جاسوسی می‌کند، خواهر حتی بسیار حسود و عصبانی می‌شود. ما تولد یک کودک جهنده (پسر سه انگشت) را قبل از او (و بقیه خانواده اش) کشته است. فیلم دوم با سه انگشت مراقبت از نوزاد پایان می یابد. کودک می‌شود به عنوان سه انگشت پا در اشتباه نوبت 3: چپ برای مرده. سه انگشت توسط یک گروه از محکومین کشته شده‌اند و سر او به عنوان یک هشدار به سر می‌برد. سه انگشت سه سر انگشتان دست را پیدا می‌کند که او را خشمگین می‌کند. او یک معبد ایجاد می‌کند و سر را روی صفحه نمایش در کابینش می‌گذارد.

### مینارد اودتس/ پیرمرد/ وقت نگه دار
او در نخستین دو فیلم ظاهر می‌شود و بعداً در پیچ اشتباه ۵ بر می‌گردد. او خود را به عنوان نگهبان خانواده می‌داند. او پدر سه شخصیت اصلی و همچنین ما و پا است. او سبب گمراهی قربانیان به مسیری که کشته می‌شوند خواهد شد. او سرانجام در سال 2007 در دستان دیل مورفی می‌میرد.

## نقش‌های اصلی
| شخصیت‌ها            | فیلم            | فیلم          | فیلم                    | فیلم                            | فیلم             | فیلم             |
| شخصیت‌ها            | پیچ اشتباه      | بن‌بست         | تنها مانده در برابر مرگ | آغاز خونین                      | تبارها           | آخرین پناهگاه    |
| ------------------ | --------------- | ------------- | ----------------------- | ------------------------------- | ---------------- | ---------------- |
| سه انگشتی          | جولیان ریچینگز  | جف اسکراتن    | بوریس لاو لیو           | شون اسکین بلین سیپوردا (جوان)   | بوریس لاو لیو    | رادوسلاف پاوانوف |
| دندان‌اره‌ای         | گری رابینز      |               |                         | اسکات جانسون برایان ورات (جوان) | جورج کارولوفسکی  | دنکو جوردانوف    |
| یک چشم             | تد کلارک        |               |                         | دن اسکین تریستن کارلوچی (جوان)  | رادوسلاف پاوانوف | آسن آسنوف        |
| پا                 |                 | کن کرزینگر    |                         |                                 |                  |                  |
| ما                 |                 | اشلی ارل      |                         |                                 |                  |                  |
| برادر              |                 | کلینت کارلتون |                         |                                 |                  |                  |
| خواهر              |                 | رورلی تیو     |                         |                                 |                  |                  |
| پیرمرد/وقت نگه دار | وین رابسون      | وین رابسون    |                         |                                 |                  |                  |
| مینارد اودتس       |                 |               |                         |                                 | دوگ برادلی       |                  |
| سالی               |                 |               |                         |                                 |                  | سیدی کتز         |
| جکسون              |                 |               |                         |                                 |                  | کریس یارویس      |
| دنی                |                 |               |                         |                                 |                  | آنتونی ایلوت     |
| کریس فلین          | دزموند هرینگتون |               |                         |                                 |                  |                  |
| جسی برلین گیم      | الیزا دوشکوه    |               |                         |                                 |                  |                  |
| کارلی              | امانوئل چریکی   |               |                         |                                 |                  |                  |
| اسکات              | جرمی سیستو      |               |                         |                                 |                  |                  |
| نینا پاپاس         |                 | اریکا لیرشن   |                         |                                 |                  |                  |
| سرهنگ دیل مورفی    |                 | هنری رالینز   |                         |                                 |                  |                  |
| جیک واشینگتن       |                 | تگزاس بتل     |                         |                                 |                  |                  |
| نیت ویلسون         |                 |               | تام فردریک              |                                 |                  |                  |
| آلکس هیل           |                 |               | جنت مونتگومری           |                                 |                  |                  |
| فلوید              |                 |               | گیل کلرین               |                                 |                  |                  |
| کارلوس چاوز        |                 |               | تیمر حسن                |                                 |                  |                  |
| کنیا پرین          |                 |               |                         | جنیفر پوداویک                   |                  |                  |
| سارا               |                 |               |                         | تنیکا دیویس                     |                  |                  |
| بریجت              |                 |               |                         | کیتلین لیب                      |                  |                  |
| کلانتر آنجلا کارتر |                 |               |                         |                                 | کامیلا آرفودسون  |                  |
| بیلی               |                 |               |                         |                                 | سیمون جینتی      |                  |
| لیتا               |                 |               |                         |                                 | روکسانا مک کی    |                  |
| تونی               |                 |               |                         |                                 |                  | آکویلا زال       |
| ویک                |                 |               |                         |                                 |                  | رولو اسکینر      |
| راد                |                 |               |                         |                                 |                  | بیلی اش وارث     |
| جیلیان             |                 |               |                         |                                 |                  | روکسانا پلت      |